# Правдинск
Пра́вдинск (до 1946 года — Фри́дланд, нем. Friedland) — город в России, административный центр Правдинского района (муниципального округа) Калининградской области. Город расположен на реке Лава, в 53 км юго-восточнее Калининграда.

## История
На месте старого прусского поселения в 1312 году великим магистром Тевтонского ордена Карлом фон Триром был основан город-крепость нем. Friedland (с нем. «мирная земля»). Он со всех сторон был окружён водой. С юга это река Алле (ныне Лава), с севера — Мельничный пруд, с запада и с востока были прорыты рвы. Остатки западного рва сохранились до сих пор. В 1313 году в северо-восточной части была заложена кирха Святого Георгия.
В 1335 году Фридланд получает городские права. В XVI—XVII веках началось строительство и вне крепости. Сохранились остатки городских и крепостных стен с юга и востока.
Под Фридландом 14 июня 1807 года произошла битва между русской армией под командованием генерала Леонтия Беннигсена и французской армией в ходе Русско-прусско-французской войны. Россия в ходе этой войны старалась защитить свою союзницу Пруссию. До Фридландского сражения Наполеону не удавалось нанести поражения русской армии, но под Фридландом русская армия, оказавшись в крайне невыгодном положении и потеряв время в результате отсутствия командования, была вынуждена отступить, потеряв 5 пушек и 12 тысяч человек убитыми и ранеными. Французские потери в этом сражении также значительны — свыше 10 тысяч человек. Итогом Фридландского сражения стало заключение Тильзитского мира.
Сражение знаменито тем, что за мужество и героизм, проявленные в нём русскими солдатами, они впервые в истории России были награждены «Георгиевскими крестами». Таким образом, город Правдинск является родиной этой награды.
Подвиг в этом сражении Павловского полка, прикрывавшего собой отступление левого фланга армии, положил в русской армии ещё одну благородную традицию — Император Александр I своим указом от 20 января 1808 года повелел им носить гренадерки в том виде, в каком они вышли из Фридландской битвы, а также вычеканить «на простреленных шапках имена тех нижних чинов, кои вынесли их с собою с поля сражения …для сохранения навсегда памяти сих заслуженных воинов…» Латунные налобники гренадерских шапок, пробитые вражеским пулями в этой битве, с тех пор носились Павловцами и с гордостью передавались преемникам. Эта традиция дожила до самого конца существования Русской Императорской гвардии, а Александр Пушкин в своей поэме «Медный всадник» посвятил этой традиции восторженные строки:
«Лоскутья сих знамён победных,
Сиянье шапок этих медных,
Насквозь простреленных в бою»
В сражении участвовали будущие герои Отечественной войны 1812 года Денис Давыдов, Пётр Багратион, Надежда Дурова, Николай Раевский, Алексей Ермолов, Карл Багговут, Андрей Горчаков, Матвей Платов и другие.
После сражения Наполеон остановился на ночлег в одном из домов в центре Фридланда. В Правдинске сохранилась могила генерала Николая Мазовского, погибшего в сражении, а также братская могила русских воинов. Большая часть захоронений погибших в сражении солдат в настоящее время утрачена.
В 1921 году во Фридланде построен Восточно-Прусский моторный завод.
После Второй мировой войны Фридланд вошёл в состав СССР.
7 апреля 1946 года в Кёнигсбергской области был образован Фридляндский район, административным центром которого стал город Фридланд (в те годы имя города писалось по-русски через «я» — Фридлянд).
7 сентября 1946 года город Фридлянд был переименован в Правдинск, став центром новообразованного Правдинского района.

## Население
| 1959  | 1970  | 1979  | 1989  | 1996  | 1998  | 2000  | 2001  | 2002  | 2005  | 2006  |
| ----- | ----- | ----- | ----- | ----- | ----- | ----- | ----- | ----- | ----- | ----- |
| 2718  | ↗3335 | ↗4070 | ↗4143 | ↗4400 | →4400 | ↗4500 | →4500 | ↘4480 | ↗4500 | ↘4400 |
| 2007  | 2008  | 2009  | 2010  | 2011  | 2012  | 2013  | 2014  | 2015  | 2016  | 2017  |
| ↗4500 | →4500 | ↘4443 | ↘4323 | ↘4300 | ↗4314 | ↗4318 | ↘4288 | ↘4241 | ↘4212 | ↘4171 |
| 2018  | 2019  | 2020  | 2021  | 2023  |       |       |       |       |       |       |
| ↘4144 | ↘4099 | ↘4025 | ↘3986 | ↘3934 |       |       |       |       |       |       |

На 1 января 2025 года по численности населения город находился на 1094-м месте из 1124 городов Российской Федерации.
Национальный состав
По итогам переписи населения 2020 года проживали следующие национальности (национальности менее 0,1 % и другое, см. в сноске к строке «Другие»):
| Национальность | Численность, чел. | Доля     |
| -------------- | ----------------- | -------- |
| Русские        | 3373              | 84,62 %  |
| Белорусы       | 146               | 3,66 %   |
| Армяне         | 116               | 2,91 %   |
| Азербайджанцы  | 51                | 1,28 %   |
| Украинцы       | 45                | 1,13 %   |
| Немцы          | 22                | 0,55 %   |
| Литовцы        | 12                | 0,30 %   |
| Татары         | 10                | 0,25 %   |
| Грузины        | 6                 | 0,15 %   |
| Молдаване      | 5                 | 0,13 %   |
| Талыши         | 5                 | 0,13 %   |
| Цахуры         | 4                 | 0,10 %   |
| Мордва         | 4                 | 0,10 %   |
| Другие         | 187               | 4,69 %   |
| Итого          | 3986              | 100,00 % |

## Промышленность
Промышленность — пищевая, переработка сельхозпродукции.
На Лаве действует Правдинская ГЭС мощностью 1,14 МВт (проектной 7,44); и выработкой 9 млн кВт·ч в год.

## Культура
В городе имеется краеведческий музей.

## Достопримечательности
- Нервюрный свод Свято-Георгиевского храмаСвято-Георгиевский храм (Русская Православная Церковь). Бывшая Фридландская кирха. Заложена в 1313 году, на её строительство ушло 150 лет[32]. Памятник истории и архитектуры, расположенный в городе Правдинск Калининградской области. Изначально католический храм, затем протестантская кирха, с 1990 года — православный храм во имя святого Великомученика и Победоносца Георгия, относящийся к Черняховской епархии Русской православной церкви. Кирха Фридланда основана в начале XIV века в северо-западном углу города, неоднократно перестраивалась и реконструировалась. Церковь, включающая пятиэтажную башню, построена из кирпича в готической кладке. Во время сражения при Фридланде, в ходе которого русская армия под командованием генерала Л. Л. Бенигсена потерпела поражение от наполеоновских войск, офицеры русской армии вели наблюдение за ходом сражения с высоты 48 метровой колокольни Фридландской кирхи. После 1945 кирха оставалась абсолютно целой, но в 1948 году была разграблена за одну ночь. В 1959 были произведены обмеры кирхи и её поставили на государственный учёт как памятник архитектуры, но 14 октября 1961 года в ходе хрущёвской антирелигиозной кампании передана райпотребкооперации под склад. В 1990 году кирха передана РПЦ и восстановлена силами прихода и бывших жителей Фридланда. В этом большая заслуга епископа Черняховского и Славского Николая Архивная копия от 28 ноября 2016 на Wayback Machine, бывшего тогда настоятелем этого храма. Правдинская кирха — одна из крупнейших из сохранившихся на территории Калининградской области. Крупнее неё только храм Архангела Михаила в Черняховске и Кафедральный собор в Калининграде.
- Могила генерала Николая Мазовского. Во Фридландском сражении погиб генерал Николай Николаевич Мазовский, который командовал Павловским полком. Полк находился в арьергарде левого фланга русской армии и ему выпала роль прикрытия переправы армии. Французская артиллерия расстреливала полк с близкого расстояния и он понёс потери около половины своего состава. Несмотря на это павловцы в этом сражении покрыли себя неувядаемой славой, а их командир Николай Мазовский погиб в одной из штыковых атак, отбрасывая французов. Раненый в руку и ногу, не имея возможности сидеть в седле, он приказал двум гренадерам нести себя перед полком и повёл его в штыки. Существует версия, что генерал не погиб в сражении, а со слов местных жителей, отнесённый гренадерами в город, был оставлен в доме № 25 по улице Melestrasse. После занятия города французы, раздражённые тем, что русская армия смогла уйти на другой берег реки, а её солдаты отказывались сдаваться в плен и оказали упорное сопротивление, закололи генерала штыками. Его тело было предано земле на городском кладбище жителями Фридланда после того, как французская армия покинула город. Магистрат выстроил на его могиле часовню. После обветшания часовни, в 1868 году, фридландский суперинтендант Панкрациус за свои средства поставил на могиле генерала вместо часовни обелиск. Правда, на нём неправильно написали фамилию — Маковский. Постановлением Правительства Калининградской области от 23 марта 2007 года № 132 могила генерал-майора Н. Н. Мазовского получила статус объекта культурного наследия регионального значения.
- Братская могила российских воинов, погибших во Фридландском сражении. Могила находится на улице Кутузова под фундаментом дома № 16, который был построен на ней, когда Фридланд расширялся. На стене дома размещена памятная доска с пятью чугунными ядрами. Эта могила находится на одном из рубежей, который удерживал арьергард левого фланга русской армии под командованием князя Петра Багратиона, состоявший из Павловского, Семёновского и Измайловского полков. Это единственная сохранившаяся могила, количество похороненных в ней защитников Отечества неизвестно. 2 апреля 2014 года в ходе прокладки газопровода членами РООП КО «Совесть» в Правдинске обнаружено ещё одно захоронение русских солдат. В числе найденных в захоронении предметов: ружейная пуля или картечь, гладкие пуговицы с ушком и православный бронзовый складень с ликами святых. Подобных захоронений на территории Правдинска множество, поскольку потери обеих армий в этом сражении превысили 20 тысяч человек. Проблема их выявления и благоустройства не решена до сих пор.
- Дом, в котором останавливался Наполеон - дом № 3/9 на улице Столярной. Сразу после битвы усталый Наполеон отдал Фридланд на разграбление своим солдатам, а сам зашёл в первый попавшийся ему на глаза дом и, едва дойдя до кровати, уснул. Впоследствии, уже после Наполеоновских войн, это ничем в общем-то не примечательное здание было украшено изящным флигелем со стилизованным изображением Бонапарта и табличкой, напоминающей о недолгом пребывании в нём французского завоевателя. По некоторым данным, и флигель, и табличка пережили Вторую мировую войну и были сняты только в первые советские годы по настоятельному требованию одного из местных партийных начальников, которому они показались неуместными и идеологически вредными. В 2001 году на здании была установлена новая доска Наполеону[33]. Постановлением Правительства Калининградской области от 23 марта 2007 года № 132 дом поставлен на учёт как выявленный объект культурного наследия.
- Правдинская ГЭС. Рядом с Правдинском расположено водохранилище и здание Правдинской ГЭС-3, малой гидроэлектростанция на реке Лава, построенной в 1920-е годы.
- Здание народной школы — на улице Кутузова (бывшая Банхоф-штрассе), имеет статус объекта культурного наследия регионального значения.
- В 8 км от города находится уникальный памятник природы "Верховое болото «Целау» — единственное болото такого рода во всей Европе.

- Фридландская кирха
- Кирха в 2016 году
- Правдинская ГЭС
- Памятник на могиле генерала Николая Мазовского в Правдинске
- Братская могила русских воинов в Правдинске

## Уроженцы
- Отто Саро (1818-1888)-обер-прокурор в Кёнигсберге, член прусской палаты депутатов и Рейхстага